# I’’s
I’’s (japanisch アイズ aisu) ist eine abgeschlossene Manga-Serie des japanischen Zeichners Masakazu Katsura, der unter anderem auch Video Girl Ai verfasst hat. Der Manga, der sich dem Shōnen-Genre zuordnen lässt und es wurde in zwei Animes in Form von Original Video Animations verfilmt, erschien in Japan von 1997 bis 1999 und umfasst über 2.700 Seiten. Das romantische Drama handelt von einem jugendlichen Schüler, der sich in eine Mitschülerin verliebt.

## Handlung
Der sechzehnjährige Ichitaka geht auf das Wanda-Gymnasium und ist, seit er sie das erste Mal sah, in seine Mitschülerin Iori verliebt. Als Iori in einem Magazin, im Badeanzug, erscheint, fühlen sich auch andere Jungen auf seiner Schule zu dem Mädchen hingezogen. Ichitaka und Iori, die in ihrer Freizeit bei der Theatergruppe der Schule teilnimmt, sollen alleine als Klassenvertreter arbeiten, was ihn zunächst freut. Als er und Iori alleine sind, wird er allerdings nervös und kann sich nicht ausdrücken. So denkt die beliebte, aber eher schüchterne Iori nach einiger Zeit, dass Ichitaka sie sogar hasst.
Sein bester Freund und Mitschüler Teratani Yasumasa versucht ihm ständig zu helfen, was ihm jedoch meistens nicht gelingt. Plötzlich taucht auch Ichitakas Grundschulfreundin Itsuki auf, die einige Jahre in den USA gelebt hat. Selbst nach unzähligen Versuchen, Iori seine Liebe zu gestehen, scheitert er immer wieder und so baut sich langsam eine Freundschaft zwischen den beiden auf, die Ichitaka den Mut und die Unterstützung gibt, nicht aufzugeben.

## Veröffentlichungen
Der Titel der Serie kommt daher, dass Iori zu Beginn der Handlung I’s in ihre Mappe schreibt, für sie und Ichitaka, da ihre Namen beide mit „I“ beginnen. Da mit Itsuki ein drittes „I“ zu ihnen tritt und das zweite Mädchen in der Dreierkonstellation, stehen im Titel zwei Apostrophe. I’’s erschien in Japan von April 1997 bis Mai 2000 in Einzelkapitel im wöchentlich erscheinenden, Auflagen bis zu drei Millionen Exemplare pro Ausgabe erreichenden Manga-Magazin Shōnen Jump. Der Shūeisha-Verlag fasste diese Einzelkapitel ab September 1997 auch in 15 Sammelbände zusammen. Auf den Titelseiten dieser Sammelbände sind die weiblichen Hauptfiguren der Manga-Serie zu sehen.
Die Manga-Serie wurde unter anderem auch in Frankreich, Spanien, den USA, Argentinien, Mexiko, Italien und Deutschland veröffentlicht. Auf Deutsch erschien der erste Band zunächst von der Februar- bis zur Mai-Ausgabe 2005 im Manga-Magazin Banzai! als Leseprobe, auf die seit Juni 2005 bei Carlsen Comics veröffentlichten Sammelbände folgten. Es sind alle 15 Sammelbände in der Reihe Banzai präsentiert erschienen. Dem fünften, zehnten und dem fünfzehnten Band der deutschen Ausgabe liegen je ein Sammelschuber für fünf Bände bei. Die Übersetzung stammt von Hiromu Fujimoto.

## Verfilmungen
Im Dezember 2002 und März 2003 erschien in Japan unter dem Titel From I’’s – Mō Hitotsu no Natsu no Monogatari (フロムアイズ ~もうひとつの夏の物語~) eine zweiteilige Original Video Animation auf Basis der Manga-Serie. Die Episoden haben eine Länge von 30 Minuten. Regie führte Yōsei Morino, der zuvor bei einigen Animes mit pornografischen (Hentai) oder angedeutet erotischen (Fanservice) Inhalten beteiligt gewesen war. Produziert wurden die zwei Episoden vom Studio Pierrot. Hauptautor war Shigenori Kageyama, der eine neue Geschichte mit den Figuren aus dem Manga geschrieben hat, anstatt die Handlung der Vorlage zu adaptieren. Für das Charakterdesign war Rin-Sin verantwortlich, für die künstlerische Leitung Akira Itō. Die Tonarbeiten leitete Yasunori Honda und für die Kameraführung war Hisao Shirai zuständig. Die Produzenten waren Osamu Koshinaka und Ryunosuke Tsuno.
Von November 2005 bis Juni 2006 veröffentlichte der Videoverlag Liverpool in Japan eine zweite Verfilmung des Mangas unter dem Titel I’’s Pure (アイズピュア) direkt auf DVD, wie auch schon bei der ersten Verfilmung ohne vorherige Fernsehausstrahlung. Nun bei Arms produziert, unter der Leitung von Pierrot, umfasst diese Anime-Serie sechs Episoden mit je 30 Minuten Laufzeit. Regie führte Mamoru Kanabe, der durch Animes wie Elfen Lied und Panda-Z: The Robonimation bekannt wurde. Drehbuchautor war Tetsuya Ōishi und für das Charakterdesign war wieder Rin-Sin zuständig. Die künstlerische Leitung lag bei Shoji Tokiwa. Für den Ton war Katsunori Shimizu zuständig, für die Kameraführung Norikazu Yamaguchi. Produzenten waren wieder Osamu Koshinaka und Ryunosuke Tsuno.
Anime Virtual veröffentlichte beide OVA-Serien in Deutschland, Österreich und der Schweiz auf zwei DVDs. Am 30. März 2009 erschien eine Gesamtausgabe mit allen 4 DVDs, auf denen sich alle 6 Folgen von I’’s Pure sowie beide Folgen von From I’’s befinden. Darüber hinaus erschienen international Fassungen auf Koreanisch, Englisch, Französisch, Spanisch und Italienisch.

### Synchronisation
Die deutsche Synchronfassung entstand bei Elektrofilm.
| Rolle          | japanischer Sprecher (Seiyū) | deutscher Sprecher |
| -------------- | ---------------------------- | ------------------ |
| Iori Yoshizuki | Kumi Sakuma                  | Rubina Kuraoka     |
| Seto Ichitaka  | Takahiro Sakurai             | Ricardo Richter    |
| Itsuki Akiba   | Tamaki Nakanishi             | Anja Stadlober     |

### Musik
Die Musik der ersten OVA komponierte Torsten Rasch. Für die zweite OVA komponierten Kayo Konishi und Yukio Kondō. Das Vorspannlied ist Futari no I’’s(eyes)~i will follow you~ und das Ending Chiisana tsubasa~eyes for you~, beide gesungen von Mizuho.

## Rezeption
Die deutsche Übersetzung gilt als kommerziell erfolgreich, da sich der fünfte und der achte Band in ihrem Erscheinungsmonat in den Top 15 der meistverkauften Mangas innerhalb eines Monats in deutschen Buch- und Comicläden platzierten.
Im Vergleich mit Katsuras vorheriger Serie Video Girl Ai sei I’’s humorvoller und habe nicht dessen düstere Seite, so Jason Thompson. Die großartigen Zeichnungen könnten die lahmen Witze überspielen, nicht aber Katsuras offensichtliches Bedürfnis, möglichst oft kaum verhüllte weibliche Genitalien zu zeichnen. Der Manga sei eine Neuauflage der Geschichte aus Video Girl Ai, so die Anime Encyclopedia, nur ohne magischen Videoladen: eine sanfte Romanze um drei Kindheitsfreunde. Die Mädchen seien nicht nur was fürs Auge, sondern seien aufgeweckt und ambitioniert. Die Teenager-Romanze werde visuell und psychologisch wunderschön erzählt, wie in allen von Katsuras Geschichten, und er verstehe es, Fanservice gekonnt und nicht in Übermaß einzusetzen. Die Geschichte sei wie eine Sammlung aller Elemente, die Katsura schon in seinen früheren Romanzen verwendet hatte, so die MangasZene, bis auf die fantastischen Elemente. Und hier funktioniere all das so gut wie nie zuvor: „Die Charaktere sind lebendig, wirken echt, und man fühlt bei allem was passiert mit ihnen“. Die Anime-Umsetzung habe jedoch leider eine eigene Geschichte, bei der „Dramaturgie und Handlung zum Haare“ raufen seien: „Zufall reiht sich an Zufall, die Klischee-Rocker sind mehr als nur leicht daneben und die im Manga so sympathischen Charaktere sind auf die knappsten Eigenschaften reduziert“. Letztlich würden Genre-Klischees bedient, die man schon 1000 Mal gesehen habe. Dafür gäbe es viel Fanservice, gute Animationen und ansprechende Charakterdesigns. Über die deutsche Veröffentlichung der zweite OVA schreibt die AnimaniA, sie biete eine gelungene Adaption des Mangas, vor allem für dessen Fans, heitere Unterhaltung und viel Fanservice. Auch die deutsche Fassung sei qualitativ in Ordnung.